# Главче Єгор Степанович
Єго́р Степа́нович Главче (рос. Егор Степанович Главче; 9 січня (21 січня) 1871, Кишинів — 17 липня 1919, Одеса) — лікар, дерматовенеролог; доктор медичних наук.

## Життєпис
Народився 9 січня (21 січня) 1871 року в Кишиневі. Закінчив медичний факультет Московського університету в 1895 році, працював у шкірній клініці Москви, з 1900 в Одесі. 1903 року займався в Бернській клініці, досліджуючи вплив сифілісу на лімфатичні вузли. 1903 року отримав звання доктора медицини.
Будучи секретарем Одеського дерматологічного товариства, у 1911 році організував перші публічні читання про венеричні хвороби і проституцію.
1912 року першим ввів в практику превентивне лікування; для ранньої діагностики пропонував обстежувати всіх дітей та годуючих матерів, зіставляючи клінічні дані з реакцією Вассермана.
Створив першу в країні поліклініку для хворих на шкірні, венеричні та сечостатеві хвороби — розробив та представив у міську управу план організації дерматовенерологічної поліклініки — відкрита 18 серпня 1917 року. В поліклініці працювало 6 лікарів, функціонували 3 лабораторії — вассерманівська, бактеріологічна та хімічна; зуболікарський кабінет, операційна та маніпуляційний кабінет.
Праці Єгора Главче присвячені питанням діагностики та лікування сифілісу. Широко впроваджував профілактичні заходи для боротьби з венеричними хворобами — диспансеризацію і запобіжне лікування.
Помер 17 липня 1919 року.
Новим головним лікарем був призначений Михайло Мгебров.
1922 року поліклініку перетворено на Одеський дерматовенерологічний науково-дослідний інститут імені Єгора Главче. В подальшому — частково виділено в Одеський обласний шкірно-венерологічний диспансер і сучасна кафедра дерматології і венерології Одеського національного медичного університету.
Праця: «Лімфатичні вузли та сифіліс», Одеса, 1916.